# Qabus ibn al-Mundhir
Qabus ibn al-Mundhir (arabiska:قابوس بن المنذر) var en lachmiddisk kung som regerade mellan 569-573, al-Mundhir efterträdde Amr III ibn al-Mundhir och efterträddes av Fishahrat.